# Oxyethira ritae
Oxyethira ritae är en nattsländeart som beskrevs av Angrisano 1995. Oxyethira ritae ingår i släktet Oxyethira och familjen smånattsländor. Inga underarter finns listade i Catalogue of Life.